# Song to Say Goodbye
«Song to Say Goodbye» es el segundo sencillo de Meds, el quinto álbum de estudio del grupo musical británico Placebo. Fue producido por Dimitri Tikovoi. Como "Because I Want You" fue publicado solamente en el Reino Unido, "Song to Say Goodbye" es considerada como el sencillo principal de Meds.
Es una canción que se refiere a la drogadicción, específicamente a la heroína. Contiene una frase de Neil Young: "The needle and the damage done".
Existe una versión en vivo, disponible en el EP en vivo Live at La Cigale.
Fue versionada y lanzada como sencillo en enero de 2021 por la banda austriaca de post-black metal Harakiri for the Sky.

## Vídeo musical
El vídeo fue escrito y dirigido por Philippe Andre esta rodado en Los Ángeles. El vídeo musical retrata a un padre adicto al que su hijo (representado por Field Cate) trata de salvar. Algunos interpretan este vídeo como un cambio de roles entre el padre y el hijo. Lleva al padre, reducido a un estado catatónico e incapaz de actuar, de moverse racionalmente por el mundo, en coche hasta un lugar que se entiende es un asilo de ancianos. Existen dos versiones del video musical, una versión reducida de 3 minutos y 50 segundos y una extendida con una duración de 8 minutos.

## Lista de canciones

### 7"
- Lado A - «Song to Say Goodbye» (Radio edit)
- Lado B - «Because I Want You» (Ladytron remix)

### Slimline Wallet CD
1. «Song to Say Goodbye» (Radio edit)
2. «Because I Want You» (Russell Lissack Bloc Party remix)

### Maxi CD
1. «Song to Say Goodbye» (álbum versión)
2. «36 Degrees» (Live from Wembley)
3. «Because I Want You» (Russell Lissack Bloc Party remix)
4. «Because I Want You» (Ladytron Club mix)

## Posicionamiento en listas
| Lista (2006)                          | Mejor posición |
| ------------------------------------- | -------------- |
| Alemania (Offizielle Deutsche Charts) | 35             |
| Australia (ARIA)                      | 30             |
| Austria (Ö3 Austria Top 40)           | 44             |
| Bélgica (Flandes) (Ultratop 50)       | 49             |
| Bélgica (Valonia) (Ultratop 50)       | 18             |
| España (Top 100 Canciones)            | 7              |
| Finlandia (OFC)                       | 8              |
| Francia (SNEP)                        | 41             |
| Grecia (IFPI)                         | 6              |
| Italia (FIMI)                         | 5              |
| Suiza (Schweizer Hitparade)           | 38             |